# 琉球の地頭一覧
琉球藩の地頭一覧（りゅうきゅうはんのじとういちらん）は、近世の琉球藩において、間切、村を采地（領地）として賜った按司地頭、総地頭、脇地頭の一覧である。出典は『琉球藩雑記三（家禄・官禄）』に拠る。1873年（明治6年）時点での一覧である。

## 国頭方（国頭郡）

### 国頭間切
- 按司地頭・国頭按司（元祖・尚洪徳、読谷山王子朝苗。尚清王八男）
- 総地頭・国頭親方正全（馬氏国頭御殿。元祖・馬思良、国頭親方正胤）
- 脇地頭
  - 辺土名村・辺土名親雲上（向氏辺土名殿内。系祖・向洪基、玉城親方朝智。具志川御殿支流5世次男）
  - 伊地村・伊地親雲上
  - 宇良村・宇良里主
  - 謝敷村・謝敷親雲上
  - 辺野喜村・辺野喜親雲上
  - 宇嘉村・岳原親雲上
  - 宜名真村・宜名真親雲上
  - 辺戸村・崎原里主
  - 奥村・宇久親雲上
  - 楚洲村・珠数親雲上
  - 安田村・安田親雲上（鄭姓）

### 大宜味間切
- 按司地頭・大宜見按司朝春（向氏大宜見御殿。元祖・尚紀、美里王子朝禎。尚貞王四男）
- 総地頭・大宜見親方朝救（向氏大宜見殿内。系祖・向鶴齢、国頭親方朝致。小禄御殿支流3世長男）
- 脇地頭
  - 屋嘉比村・屋嘉比親雲上
  - 見里村・見里親雲上
  - 根謝銘村・慶世村親雲上
  - 饒波村・饒波親雲上
  - 根路銘村・根路銘親雲上
  - 喜如嘉村・喜如嘉親雲上
  - 田湊村・田湊親雲上
  - 津波村・安村親雲上

### 羽地間切
- 按司地頭・羽地按司朝詮（向氏羽地御殿。系祖・尚朝栄のち大里王子朝栄、尚真公次男。二世の時に小禄御殿二世次男の向弘禧・佐敷王子朝雄、三世の時に小禄御殿3世三男の向弘徳・羽地王子朝元が養子に入る。）
- 総地頭池城親方　*　毛氏池城(元祖大新城親方安基池城親雲上)
- 脇地頭
  - 源河村・源河親雲上（向氏源河殿内。系祖・向安泰・瀬嵩親方朝康。本部御殿1世四男）
  - 稲嶺村・稲嶺里主
  - 我部村・我部親雲上
  - 饒平名村・饒平名親雲上
  - 振慶名村・田仲里主
  - 親川村・親川里主
  - 川上村・川上里主
  - 谷田村・谷田親雲上
  - 伊差川村・伊差川親雲上
  - 古我知村・古我知親雲上
  - 呉我村・呉我親雲上
  - 我部祖河村・宇地原里主
  - 屋我村・屋我親雲上
  - 真喜屋村・真喜屋親雲上

### 今帰仁間切
- 王子地頭・今帰仁王子朝敷（向氏今帰仁御殿。元祖・尚弼、今帰仁王子朝敷。尚育王三男）
- 総地頭・湧川親方朝功（向氏湧川殿内。元祖・尚儲、越来王子朝理。尚宣威王長男）
- 脇地頭
  - 親泊村・親泊里主
  - 志慶真村・志慶真親雲上
  - 諸喜田村・諸喜田親雲上
  - 天底村・山元里主
  - 与那嶺村・与那嶺親雲上
  - 古宇利島・武島親雲上
  - 謝名村・平田親雲上
  - 中城村・仲尾次親雲上
  - 運天村・運天親雲上
  - 上運天村・上運天親雲上
  - 岸本村・岸本親雲上
  - 崎山村・崎山親雲上
  - 平敷村・平敷親雲上
  - 仲宗根村・仲宗根親雲上
  - 勢理客村・豊村親雲上

### 本部間切
- 按司地頭・本部按司朝真（向氏本部御殿。元祖・尚弘信、本部王子朝平。尚質王六男）
- 総地頭・本部親方（温氏）
- 脇地頭
  - 伊野波村・伊野波親雲上盛元（毛氏伊野波殿内。系祖・毛泰永、伊野波親方盛紀。豊見城殿内6世次男）
  - 泉村・伊豆見親雲上
  - 渡久地村・渡久地里主
  - 謝花村・謝花親雲上
  - 具志堅村・具志堅親雲上
  - 浦崎村・浦崎親雲上
  - 崎浜村・崎浜親雲上
  - 瀬底島・瀬底里主
  - 水納島・兼島里主
  - 具志川村・浜元親雲上
  - 備瀬村・備瀬親雲上
  - 健堅村・名渡山里主

### 名護間切
- 按司地頭・名護按司朝忠（向氏名護御殿。元祖・尚弘仁、義村王子朝元。尚質王三男）
- 総地頭・名護若秀才（程氏名護殿内。系祖・程鵬、浙江省饒州出自。のち、五世嗣子無きにより虞氏外間筑登之實房次男が養子入りし、程泰祚・古波蔵親雲上となる）
- 脇地頭
  - 東江村・東江里主
  - 世冨慶村・親里親方
  - 許田村・許田親雲上
  - 屋部村・屋部親雲上
  - 安和村・安和親雲上
  - 喜瀬村・喜瀬親雲上
  - 幸喜村・幸喜親雲上
  - 数久田村・松堂親雲上
  - 宮里村・宮里親雲上
  - 山入端村・山入端親雲上
  - 宇茂佐村・豊見山親雲上
  - 中山村・名嘉山親雲上
  - 寧波村・寧波親雲上（郭氏。元祖・郭世忠、寧波親雲上正親。）

### 久志間切
- 按司地頭・久志按司（向氏久志御殿。元祖・尚盛、越来王子朝得。尚純三男）
- 総地頭・久志親方
- 脇地頭
  - 辺野古村・高里親雲上
  - 慶佐次村・慶佐次親雲上
  - 嘉陽村・嘉陽親雲上（明氏嘉陽家。系祖・照屋親雲上長太、6世饒平名親雲上長盈次男長英）
  - 瀬嵩村・瀬嵩親雲上
  - 汀間村・汀間親雲上
  - 大浦村・吉元親雲上
  - 有銘村・有銘親雲上
  - 宮城村・多嘉山親雲上
  - 川田村・川田親雲上
  - 天仁屋村・照喜名親雲上
  - 安部村・安部親雲上

### 金武間切
- 按司地頭・金武按司（向氏金武御殿。元祖・尚久、金武王子朝公。尚元王三男）
- 総地頭・金武里主
- 脇地頭
  - 並里村・並里親雲上
  - 浜田村・浜田親雲上
  - 屋嘉村・屋嘉親雲上
  - 宜野座村・宜野坐親雲上
  - 祖慶村・惣慶親雲上
  - 伊芸村・伊芸親雲上
  - 漢那村・漢那親雲上（向氏漢那殿内。系祖・向元亮、漢那親雲上朝経。金武御殿11世三男）
  - 平田村・安次富親雲上
  - 前田村・佐久本里主
  - 古知屋村・松田親雲上（秋氏松田家。元祖・秋作揖、伊地筑登之親雲上柴詮）

### 恩納間切
- 総地頭・佐渡山親雲上（毛氏佐渡山殿内。系祖・毛国瑞法司官、佐渡山親方安治。池城殿内5世次男）
- 脇地頭
  - 名嘉真村・名嘉真里主
  - 瀬良垣村・瀬良垣親雲上
  - 真栄田村・真栄田親雲上
  - 山田村・山田里主
  - 名幸村・名幸親雲上
  - 安富祖村・安富祖親雲上
  - 仲泊村・仲泊親雲上
  - 与古田村・与古田親雲上

### 伊江島
- 王子地頭・伊江王子朝直（向氏伊江御殿。元祖・尚宗賢、伊江王子朝義。尚清王七男。朝直は尚灝王五男で伊江御殿へ養子）
- 総地頭・川平親方朝範（向氏伊江殿内。系祖・向和声、伊江親方朝叙 。伊江御殿4世四男）
- 脇地頭
  - 佐辺村・佐辺親雲上
  - 大城村・伊江大城親雲上

## 中頭方（中頭郡）

### 具志川間切
- 按司地頭・具志川按司朝昭（向氏具志川御殿。元祖・尚韶威、今帰仁王子朝典。尚真王三男）
- 総地頭・具志川親方朝及（向氏具志川殿内。系祖・向得功、宜野湾親方朝雅。羽地御殿7世三男）
- 脇地頭
  - 宮里村・田崎親雲上
  - 兼箇段村・兼箇段親雲上
  - 上江洲村・上江洲親雲上
  - 天願村・天願親雲上
  - 川崎村・川崎親雲上
  - 昆布村・町田親雲上
  - 前原村・前原親雲上
  - 下原村・豊浜親雲上
  - 高江洲村・高江洲親雲上
  - 田場村・田場親雲上
  - 喜屋武村・祝嶺親雲上
  - 安慶名村・安慶名親雲上
  - 仲嶺村・仲嶺親雲上
  - 江洲村・江洲親雲上
  - 大田村・大田親雲上

### 美里間切
- 按司地頭・美里按司朝暉（向氏美里御殿。元祖・尚恪、美里王子朝規。尚穆王五男）
- 総地頭・美里親方安綱（毛氏美里殿内。系祖・毛見龍、嵩原親方安依。池城殿内支流5世三男）
- 脇地頭
  - 知花村・知花親雲上（向氏知花殿内。系祖・向文煥・知花親方朝康。勝連御殿4世次男）
  - 恩納村・東恩納親雲上
  - 嘉手苅村・富永親雲上
  - 石川村・石川親雲上
  - 高原村・高原親雲上
  - 古謝村・古謝親雲上
  - 伊波村・伊波親雲上
  - 桃原村・野原
  - 大村渠村・松本親雲上
  - 大里村・田里親雲上
  - 楚南村・楚南親雲上
  - 比屋根村・比屋根親雲上
  - 与儀村・与儀親雲上
  - 宮里村・宮里親雲上
  - 池原村・池原親雲上厚庸（傅氏池原殿内。元祖・傅公佐、佐辺親方厚旨）
  - 山城村・山城親雲上
  - 登川村・登川親雲上

### 与那城間切
- 按司地頭・与那城按司朝知（向氏与那城御殿。元祖・尚弘善、宜野湾王子朝義。尚質王七男）
- 総地頭・与那城親方
- 脇地頭
  - 屋慶名村・屋慶名親雲上
  - 平安座村・平安座親方
  - 饒辺村・饒辺親雲上
  - 安勢理村・安勢理親雲上（向氏安勢理殿内。系祖・向文安、徳嶺親方朝喬。本部御殿2世三男）
  - 西原村・奥川親雲上
  - 伊計村・伊計親雲上
  - 宮城村・池宮城親雲上
  - 上原村・上原親雲上

### 勝連間切
- 按司地頭・勝連按司朝功（向氏勝連御殿。元祖・尚弘徳、東風平王子朝春。尚質王五男）
- 総地頭・勝連里主盛相（毛氏勝連殿内。系祖・毛泰英、保栄茂親雲上盛元。豊見城殿内6世三男）
- 脇地頭
  - 内間村・渡久村親方
  - 比嘉村・浜比嘉親方（阮氏浜比嘉殿内。元祖・阮明）
  - 浜村・吉浜親雲上
  - 平敷屋村・名嘉原親雲上
  - 平安名村・平安名親雲上
  - 神谷村・神谷親雲上
  - 津堅村・津堅親雲上

### 越来間切
- 按司地頭・護得久按司朝置（向氏護得久御殿。元祖・尚康伯、久米具志川王子朝通。尚元王長男）
- 総地頭・山内親方
- 脇地頭
  - 宇久田村・宇久田里主
  - 嘉良川村・豊世嶺親雲上
  - 安慶田村・安慶田親雲上憲親（昂氏安慶田家。元祖・新参昂顕親、山田筑登之親雲上憲英）
  - 照屋村・照屋里主（阿氏照屋家。系祖・阿天秩、南風原親方守周。前川殿内8世次男）
  - 胡屋村・胡屋里主
  - 上地村・上地親雲上
  - 諸見里村・諸見里親雲上
  - 太工廻村・太工廻親雲上

### 中城間切
- 中城御殿・中城王子領
- 総地頭・永山里主（翁氏永山殿内。元祖・翁寿祥、玉城親方盛順）
- 脇地頭
  - 伊舎堂村・伊舎堂親方（翁氏伊舎堂殿内。系祖・翁自道、伊舎堂親方盛冨。永山殿内支流3世三男）
  - 安谷屋村・安谷屋親方
  - 添石村・添石親雲上
  - 喜舎場村・喜舎場親雲上
  - 島袋村・嘉陽田親雲上
  - 奥間村・奥間里主
  - 和宇慶村・和宇慶親雲上（紅氏和宇慶殿内。元祖・紅英）
  - 熱田村・熱田
  - 安里村・佐久川親雲上
  - 当間村・当間親雲上
  - 荻道村・荻堂親雲上
  - 仲順村・仲順里主
  - 比嘉村・仲松親雲上
  - 屋宜村・屋宜親雲上
  - 津覇村・津覇里主
  - 伊集村・伊集
  - 渡口村・渡口親雲上
  - 瑞慶覧村・瑞慶覧親雲上
  - 新垣村・村田親雲上

### 読谷山間切
- 按司地頭・読谷山按司朝教（向氏読谷山御殿。元祖・尚和、読谷山王子朝憲。尚敬王次男）
- 総地頭・座喜味里主盛範（毛氏座喜味殿内。系祖・毛泰時、読谷山親方盛泰。豊見城殿内5世次男）
- 脇地頭
  - 渡慶次村・渡慶次親雲上
  - 楚辺村・禰覇親雲上
  - 大湾村・大湾親雲上
  - 高志保村・高志保通事
  - 喜名村・喜名親雲上
  - 儀間村・儀間親雲上
  - 渡具知村・渡具知里主
  - 伊良皆村・伊良皆親雲上
  - 古堅村・古堅
  - 長浜村・長浜親雲上
  - 瀬名波村・瀬名波親雲上

### 北谷間切
- 按司地頭・大村按司朝春（向氏大村御殿。元祖・尚弘才、北谷王子朝愛。尚質王四男）
- 総地頭・北谷親方（向氏北谷殿内。元祖・向桓、北谷王子朝里。尚清王五男）
- 脇地頭
  - 伊礼村・渡久山里主
  - 平安山村・平安山親雲上
  - 砂辺村・砂辺親雲上
  - 野国村・野国親雲上
  - 桑江村・桑江里主
  - 浜川村・浜川親雲上
  - 野里村・野里親雲上
  - 玉寄村・玉代勢親雲上
  - 桃原村・吉原親雲上
  - 屋良村・屋良親雲上
  - 嘉手納村・嘉手納親雲上

### 宜野湾間切
- 按司地頭・なし。1875年（明治8年）、尚寅、宜野湾王子朝広（宜野湾御殿元祖。尚泰王次男）が按司地頭に就任
- 総地頭・宜湾親方朝保（向氏宜湾殿内。系祖・向嗣孝、前川親方朝年。小禄御殿支流5世島尻親方四男）
- 脇地頭
  - 我如古村・我如古親方（翁氏我如古殿内。系祖・翁翼、我如古親雲上盛似。永山殿内6世次男）
  - 野嵩村・野村親雲上
  - 大謝名村・高良親雲上
  - 真志喜村・真志喜親方
  - 嘉数村・嘉数親雲上
  - 神山村・城田親雲上
  - 普天間村・普天間親雲上
  - 謝名具志川村・大山親雲上
  - 長田村・多和田親雲上
  - 安仁屋村・安仁屋
  - 伊佐村・伊佐親雲上
  - 喜友名村・喜友名親雲上
  - 新城村・安良城親雲上

### 浦添間切
- 按司地頭・浦添按司朝忠（向氏浦添御殿。元祖・尚図、浦添王子朝央。尚穆王次男）
- 総地頭・浦添親方朝昭（向氏浦添殿内。系祖・越来按司朝則。玉川御殿4世次男）
- 脇地頭
  - 前田村・佐久田親方（向氏新里殿内。元祖・尚清王三子、尚楊叢、勝連王子朝宗、7世向保昌、佐久田親方朝福）
  - 勢理客村・松嶋親方（向氏松嶋殿内。系祖・向大儀、松島親方朝常。本部御殿5世次男）
  - 城間村・城間親方
  - 沢岻村・沢岻親方
  - 宮城村・仲吉親方
  - 西原村・西原親雲上
  - 屋富祖村・屋冨祖親雲上
  - 安波茶村・恩河親雲上
  - 内間村・内間里主（向氏内間殿内。系祖・向国昭、勝連按司朝盈。小禄御殿4世次男）
  - 牧湊村・牧湊
  - 伊祖村・伊祖
  - 伊渡村・伊渡村親雲上（郭氏）

### 西原間切
- 大美御殿・王家直領
- 総地頭・幸地親雲上朝常（向氏幸地殿内。系祖・向弘善、松川親方朝応。羽地御殿9世次男）
- 脇地頭
  - 小波津村・小波津親方
  - 平良村・泉川親雲上
  - 石嶺村・石嶺親方
  - 安室村・安室親方
  - 末吉村・末吉親方
  - 我謝村・我謝親方
  - 内間村・安村親雲上
  - 棚原村・棚原里主
  - 桃原村・桃原
  - 翁長村・翁長親雲上
  - 小橋川村・小橋川親雲上
  - 嘉手苅村・奥本親雲上
  - 与那城村・兼浜親雲上
  - 呉屋村・呉屋親雲上

## 島尻方（島尻郡）

### 真和志間切
- 大美御殿・王家直領
- 総地頭・識名親雲上盛勝（向氏識名殿内。系祖・向龍翼、大城親方朝章。玉川御殿6世次男）
- 脇地頭
  - 真嘉比村・嘉味田親方朝愛（向氏嘉味田殿内。元祖・尚龍徳、越来王子朝福。尚真王四男）
  - 上間村・上間親雲上（馬姓上間殿内。系祖・馬献功、与座親方良格。小禄殿内支流6世次男）
  - 国場村・国場親雲上
  - 安謝村・安謝親雲上
  - 安里村・安里親雲上（毛氏安里殿内。系祖・毛文傑、安里親方安好。池城殿内5世三男）
  - 古波蔵村・古波蔵親雲上
  - 天久村・天久親雲上
  - 牧志村・牧志親雲上
  - 茶湯崎村・松川親雲上
  - 与儀村・普久嶺親雲上
  - 仲井真村・仲井真里主

### 小禄間切
- 按司地頭・小禄按司朝睦（向氏小禄御殿。元祖・尚維衡、浦添王子朝滿。尚真王長男）
- 総地頭・小禄親方良忠（馬氏小禄殿内。元祖・馬良詮、大浦添親方良憲）
- 脇地頭
  - 湖城村・湖城親雲上
  - 当間村・当間親雲上
  - 高良村・多嘉良親雲上（向氏多嘉良殿内。系祖・向謹、喜名親雲上朝紀。豊見城御殿5世次男）
  - 大嶺村・大嶺里主
  - 安次嶺村・安次嶺親雲上
  - 赤嶺村・阿嘉嶺
  - 具志村・具志親雲上
  - 宇栄原村・宇栄原
  - 宮城村・𤘩宮城親雲上
  - 儀間村・儀間親雲上（蔡氏儀間殿内。元祖・蔡崇）

### 豊見城間切
- 按司地頭・豊見城按司朝睦（向氏豊見城御殿。元祖・尚経、豊見城王子朝良。尚貞王次男）
- 総地頭・豊見城親方盛綱（毛氏豊見城殿内。元祖・毛国鼎、中城按司護佐丸盛春）
- 脇地頭
  - 保栄茂村・保栄茂親方
  - 高安村・高安親方
  - 高嶺村・高嶺親雲上
  - 真玉橋村・真玉橋親雲上
  - 平良村・奥平
  - 饒波村・武島親雲上
  - 長堂村・長堂里主
  - 翁長村・翁長親雲上
  - 金良村・盛島
  - 儀保村・宜保親雲上
  - 我那覇村・我那覇親雲上宗儀（呉氏我那覇家。元祖・呉弘肇、泊里主宗重）
  - 渡嘉敷村・喜久山親雲上
  - 伊良波村・伊良波親雲上
  - 名嘉地村・名嘉地
  - 瀬長村・瀬長親雲上

### 兼城間切
- 按司地頭・玉川按司朝常（向氏玉川御殿。元祖・向慎、玉川王子朝達。尚灝王七男）
- 総地頭・兼城朝茂（向氏兼城殿内。系祖・向達寛、兼城親方朝典。豊見城御殿6世次男）
- 脇地頭
  - 武富村・武富親方
  - 波平村・波平親方
  - 阿波根村・阿波根親雲上
  - 座波村・座波親雲上
  - 賀数村・賀数親雲上
  - 糸満村・糸満親雲上
  - 潮平村・潮平親雲上

### 高嶺間切
- 按司地頭・高嶺按司朝長（向氏高嶺御殿。元祖・尚氏浦添王子朝良姫、向氏勝連按司朝賢室、浦添翁主）
- 総地頭・高嶺親方盛乗（毛氏高嶺殿内。系祖・毛起龍、識名親方盛命。豊見城殿内支流7世伊野波親方三男）
- 脇地頭
  - 真栄里村・真栄里親方
  - 与座村・与座親方
  - 国吉村・国吉親雲上

### 真壁間切
- 按司地頭・真壁按司朝伝（向氏真壁御殿。元祖・真壁按司加那志、尚貞王娘。実兄で具志頭御殿一世・向綱小禄王子朝奇の次男向成毅・真壁按司朝盈が養子となる）
- 総地頭・真壁里主朝重（向氏真壁殿内。系祖・向鶴翔、奧間親方朝充。小禄御殿支流3世九男）
- 脇地頭
  - 真栄平村・真栄平里主
  - 糸洲村・糸洲親雲上
  - 安嘉礼村・宇江城
  - 小波蔵村・小波蔵親雲上
  - 新垣村・新垣親雲上
  - 名城村・名城親雲上

### 喜屋武間切
- 総地頭・喜屋武親雲上朝扶（向氏喜屋武殿内。元祖・尚悦敬、羽地王子朝武。尚清王十男）
- 脇地頭
  - 束辺名村・佐久真親方（章氏佐久真殿内。元祖・章邦彦、安谷屋親方正成）
  - 上里村・上里親雲上
  - 福地村・福地親雲上
  - 山城村・永村親雲上

### 摩文仁間切
- 按司地頭・摩文仁按司朝位（向氏摩文仁御殿。元祖・尚弘毅、大里王子朝亮。尚質王次男）
- 総地頭・摩文仁親雲上（夏氏摩文仁殿内。元祖・夏居数、越来親方賢雄。俗叫鬼大城）
- 脇地頭
  - 米須村・米須
  - 石原村・石原里主
  - 波平村・松嶺
  - 小渡村・譜久島親雲上

### 東風平間切
- 按司地頭・義村按司朝明（向氏義村御殿。元祖・尚周、義村王子朝宣。尚穆王三男）
- 総地頭・東風平親方（毛氏東風平殿内。系祖・毛国棟、具志頭親方安統。池城殿内4世次男）
- 脇地頭
  - 富盛村・富盛親方（向氏富盛殿内。系祖・向文光。大村御殿6世次男）
  - 宜寿次村・宜寿次親方
  - 外間村・外間
  - 友寄村・与世山親雲上（毛氏与世山殿内。元祖・毛国鼎）
  - 当銘村・当銘里主（向氏当銘殿内。系祖・向祺、久志按司朝右。豊見城御殿1世次男）
  - 高良村・富村親雲上
  - 世名城村・世名城親雲上
  - 志多伯村・志多伯親雲上

### 具志頭間切
- 按司地頭・具志頭按司朝敕（向氏具志頭御殿。元祖・尚綱、小禄王子朝奇。尚貞王三男）
- 総地頭・具志頭里主得福（蔡氏具志頭殿内。小祖・蔡温、具志頭親方文若。蔡氏支流11世）
- 脇地頭
  - 港川村・港川親雲上
  - 安里村・与世田親雲上
  - 与座村・与世山親方
  - 新城村・新城親雲上
  - 玻名城村・玻名城親雲上
  - 仲座村・仲座親雲上

### 玉城間切
- 按司地頭・玉城按司朝知（向氏玉城御殿。元祖・尚范国、東風平王子朝典。尚清王六男）
- 総地頭・玉城親雲上（翁氏玉城殿内。系祖・翁栄昌、呉屋親雲上盛周。翁氏永山殿内2世六男）
- 脇地頭
  - 富里村・富里親方
  - 奥武村・奥武親方（向氏奥武殿内。系祖・向文輝、奥武親方朝昇。浦添御殿1世七男）
  - 前川村・前川親方（阿氏前川殿内。元祖・阿衡基、南風原按司守忠。山南王・汪応祖次男）
  - 糸数村・糸数里主
  - 富名腰村・富名腰親雲上
  - 垣花村・垣花親雲上
  - 仲村渠村・仲村渠親雲上
  - 当山村・当山親雲上
  - 百名村・百名親雲上
  - 志堅原村・志堅原親雲上
  - 屋嘉部村・徳永親雲上

### 南風原間切
- 大美御殿・王家直領
- 総地頭・宮平里主（馬氏宮平殿内。系祖・馬良輔、伊計親方良真。小禄殿内2世支流長男）
- 脇地頭
  - 神里村・神村親方
  - 与那覇村・与那覇親雲上
  - 津嘉山村・津嘉山親方
  - 本部村・村山親雲上
  - 喜屋武村・兼本親雲上
  - 宮城村・宮城親雲上
  - 兼城村・徳嶺親雲上
  - 新川村・内嶺親雲上
  - 山川村・山川

### 大里間切
- 按司地頭・大里按司朝要（向氏大里御殿。元祖・尚惇、大里王子朝教。尚灝王三男）
- 総地頭・大里親方
- 脇地頭
  - 古堅村・奥原里主
  - 目取真村・目取真里主
  - 高宮城村・高宮城里主（向氏高宮城殿内。系祖・向有儀、世冨慶親方朝功。大宜見御殿6世次男）
  - 平川村・平川里主
  - 南風原村・南風原里主
  - 平良村・豊平親雲上
  - 大見武村・大見謝親雲上 (周姓大見謝家。元祖・稲嶺親雲上恒則。 分家・稲嶺家、具志家、比嘉家、横田家、大内家)
  - 上与那原村・上与那原親雲上
  - 与那原村・与那原親雲上（馬氏与那原殿内。系祖・馬加美、大里親方良安。小禄殿内3世三男）
  - 板良敷村・板良敷親雲上
  - 大城村・大城親雲上
  - 湧稲国村・湧稲国親雲上
  - 島袋村・島袋里主
  - 稲嶺村・豊見山里主
  - 仲程村・仲程里主
  - 稲福村・稲福親雲上
  - 真境名村・真境名親雲上
  - 当間村・仲村親雲上

### 佐敷間切
- 総地頭・佐敷親方（雍姓）
- 脇地頭
  - 津波古村・津波古親方政正（東氏津波古殿内。元祖・東開極、東風平親方政真）
  - 手登根村・手登根親雲上（向氏手登根殿内。系祖・向克隆、手登根親方朝邑。名護御殿5世次男）
  - 小谷村・小谷親雲上
  - 新里村・新里親雲上
  - 屋比久村・屋比久親雲上
  - 外間村・苗代親雲上（孫姓苗代家。佐敷城主鮫川氏直系。分家・並里、平田、当真、安里、長浜など）

### 知念間切
- 聞得大君御殿・聞得大君領
- 総地頭・知念里主
- 脇地頭
  - 知名村・知名親雲上
  - 久手堅村・久手堅里主
  - 志喜屋村・志喜屋親雲上
  - 山口村・山口親雲上
  - 鉢嶺村・鉢嶺親雲上
  - 久高村・久高親雲上
  - 外間村・外間親雲上
  - 安座間村・安座間親雲上

### 伊平屋島
- 大美御殿・王家直領
- 総地頭・仲田里主朝株（向氏仲田殿内。系祖・向世俊、仲田親方朝重。羽地御殿5世、大工廻親方朝株（森山殿内系祖）三男）
- 脇地頭
  - 伊是名村・伊是名親方朝宜（向氏伊是名殿内。系祖・向元模、伊是名親方朝宣、向氏金武御殿11世次男）
  - 勢理客村・勢理客親雲上
  - 田名村・田名親雲上真儀（麻氏田名家。元祖・麻普蔚、大城按司真武）
  - 我喜屋村・我喜屋親雲上

### 久米具志川間切
- 総地頭・亀川親雲上盛武（毛氏亀川殿内。系祖・毛光国、江田親雲上盛常。豊見城殿内支流8世次男）
- 脇地頭
  - 上江洲村・西平親方宗寛（孟姓西平殿内。元祖・孟揚清、大里親方宗森）
  - 仲地村・仲地親雲上
  - 玉那覇村・玉那覇親雲上
  - 山里村・山里親雲上

### 久米仲里間切
- 按司地頭・仲里按司朝諄（向氏仲里御殿。元祖・尚監、野国王子朝直。尚純次男）
- 総地頭・富川親方盛奎（毛氏富川殿内。系祖・毛聖瑞、阿波根親方盛秀。豊見城殿内2世次男）

### 座間味間切
- 脇地頭
  - 座間味村・座間味親雲上
  - 阿嘉村・阿嘉親雲上

### 渡名喜島
- 脇地頭・渡名喜親雲上

### 粟国島
- 脇地頭
  - 花城村・花城親雲上
  - 粟国村・粟国

### 渡嘉敷間切
- 脇地頭
  - 渡嘉敷村・渡嘉敷親雲上
  - 阿波連村・阿波連

## 宮古方（宮古郡）

### 平良間切
- 総地頭・平良親方
- 脇地頭
  - 大神島・亀島親雲上
  - 池間村・池村親雲上
  - 狩俣村・長崎親雲上
  - 島尻村・島尻親雲上
  - 荷川取村・荷川取親雲上
  - 長間村・永島親雲上

### 池城間切
- 総地頭・池城親方安規（毛氏池城殿内。元祖・毛龍唫、新城親方安基）
- 脇地頭
  - 砂川村・砂川親雲上
  - 友利村・富盛里主
  - 野原村・野原親雲上
  - 宮国村・宮国親雲上
  - 福里村・譜久里親雲上

### 下地間切
- 総地頭・譜久村里主（毛氏譜久村殿内。系祖・毛龍国、浜川親方安常。池城殿内7世三男）
- 脇地頭
  - 与那覇村・赤崎親雲上
  - 洲鎌村・洲鎌親雲上
  - 久貝村・野崎親雲上
  - 沢田村・佐和田親雲上
  - 国中村・国仲親雲上
  - 長浜村・亀浜親雲上

### 多良間間切
- 按司地頭・多良間按司
- 総地頭・亀川親方
- 脇地頭
  - 水納島・水納
  - 塩川村・塩川里主

## 八重山方（八重山郡）

### 宮良間切
- 総地頭・宮良親方*　初代　宮良親雲上(池城)安英　毛氏一世大新城親方安基　池城親雲上の三男
- 脇地頭
  - 真謝村・森山親雲上朝盛（向氏森山殿内。系祖・向明志、太工廻親方朝株。小禄御殿4世四男）
  - 白保村・白保親雲上
  - 祖納村・西表親雲上
  - 崎山村・崎山親雲上

### 石垣間切
- 按司地頭・石垣按司
- 総地頭・石垣親方
- 脇地頭
  - 川平村・川平親雲上
  - 新川村・新川親雲上
  - 竹富島・武富親雲上
  - 小浜島・古浜親雲上
  - 古見村・村浜親雲上

### 大浜間切
- 総地頭・大浜親方　*　大浜親雲上政通(虞氏京阿波根實基の子息)　* 脇地頭
  - 登野城村・登野城親雲上
  - 平得村・平得
  - 大川村・大川
  - 仲本村・仲本
  - 宮里村・黒島親雲上
  - 仲間村・名嘉真
  - 平田村・波照間里主
  - 名石村・新本

### 与那国間切
- 総地頭・譜久山里主朝宜（向氏譜久山殿内。系祖・向廷錫、翁長親方朝奧。羽地御殿11世三男）
- 脇地頭
  - 長嶺村・長嶺親雲上

## 統計
- 地頭総数・362名
  - 王子地頭・2名
  - 按司地頭・26名
  - 総地頭・38名
  - 脇地頭・296名